# Grumesnil
Grumesnil är en kommun i departementet Seine-Maritime i regionen Normandie i norra Frankrike. Kommunen ligger i kantonen Forges-les-Eaux som tillhör arrondissementet Dieppe. År 2022 hade Grumesnil 480 invånare.

## Befolkningsutveckling
Antalet invånare i kommunen Grumesnil
| Referens: INSEE |